# Cybaeus koikei
Cybaeus koikei es una especie de araña araneomorfa del género Cybaeus, familia Cybaeidae. Fue descrita científicamente por Sugawara, Ihara & Nakano en 2021.
Habita en Japón.